# اریک بو
اریکه بوئه (به انگلیسی: Eric Boe) فضانورد اهل کشور ایالات متحده آمریکا است که در ۱ اکتبر ۱۹۶۴ میلادی در میامی زاده شد. وی در مأموریت اس‌تی‌اس-۱۲۶، اس‌تی‌اس-۱۳۳ حضور داشته‌است.